# Robert L. Burgess
Robert Lee Burgess (* 1938; † 2021) ist ein US-amerikanischer Soziologe und Kriminologe.
Burgess wurde 1969 an der Washington University in St. Louis zum Ph.D. promoviert und war Professor der Pennsylvania State University.
Sein wichtigster Beitrag zur Lehrbuch-Kriminologie ist die gemeinsam mit Ronald L. Akers erarbeitete Theorie der Differentiellen Verstärkung, einer Vorform der Theorie des sozialen Lernens , bei der es sich um eine Ergänzung der kriminologischen Lerntheorie von Edwin H. Sutherland handelt. Nach Burgess/Akers ist die positive oder negative Verstärkung situationsabhängig. So muss beispielsweise eine Haftstrafe nicht stigmatisierend sein, sie kann auch zu einer Statusverbesserung in einer subkulturellen Gruppe führen.
Darüber hinaus hat sich Burgess mit soziologischer und sozialpsychologischer Familienforschung befasst.

## Schriften (Auswahl)
- A Differential Association-Reinforcement Theory of Criminal Behavior, in Social Problems Vol. 14 (1966), No. 2, S. 128–147 (mit Ronald L. Akers)
- Behavioral sociology: The experimental analysis of social process (1969 mit D. Bushell, Jr.)
- Social exchange in developing relationships (1980 mit T. L. Huston)
- Evolutionary perspectives on human development. Sage Publications, Thousand Oaks, California 2005, ISBN 0-7619-2790-5, mit K. MacDonald.